# Down (hudební skupina)
Down je americká heavy metalová skupina založená roku 1991 v New Orleans v Louisianě. Formace Down je občas nazývána "All Star Band", protože v ní hrají členové kapel Pantera, Corrosion of Conformity, Crowbar, Eyehategod a Kingdom of Sorrow.

## Historie kapely
Skupina vznikla v roce 1991, kdy se během přestávek svých hlavních kapel začali scházet dlouholetí přátelé - zpěvák kapely Pantera Phil Anselmo, kytaristé Pepper Keenan z Corrosion of Conformity a Kirk Windstein z kapely Crowbar, za bicími seděl Jimmy Bower z kapely Eyehategod a na basu hrál Todd Strange, který také v té době hrál v kapele Crowbar, a "jamovali" ve stylu kapel, které jim byly společně blízké - tedy skupiny jako Black Sabbath, Saint Vitus a Trouble. Kapela nahrála demo, které obsahovalo tři písně, a bez toho, aby oznamovali, kdo za nahrávkou stojí, ji dávali svým přátelům a lidem, kteří poslouchali jejich kapely. Demo bylo velice úspěšné a kapela dostala smlouvu na vydání alba, které vyšlo s názvem NOLA 19. září 1995. Po krátké tour se členové vrátili do svých původních kapel, a Down tak měli pauzu až do roku 2002, kdy vyšlo druhé album Down II: A Bustle In Your Hedgerow. Mezitím kapelu opustil Todd Strange a byl nahrazen Rexem Brownem, spoluhráčem Phila Anselma.
Tour na podporu alba opět netrvala dlouho a kapela byla opět nekativní do roku 2006, kdy se vydala na téměř roční tour, aby pak v roce 2007 vydala zatím poslední album, Over The Under.
5. října 2010 vydala kapela živé DVD z evropské tour z roku 2006, pod názvem Diary of a Mad Band. Další album, zatím s názvem Down IV, by s trochou štěstí mohlo vyjít ještě v roce 2011.

## Členové skupiny

@ Hellfest 2013
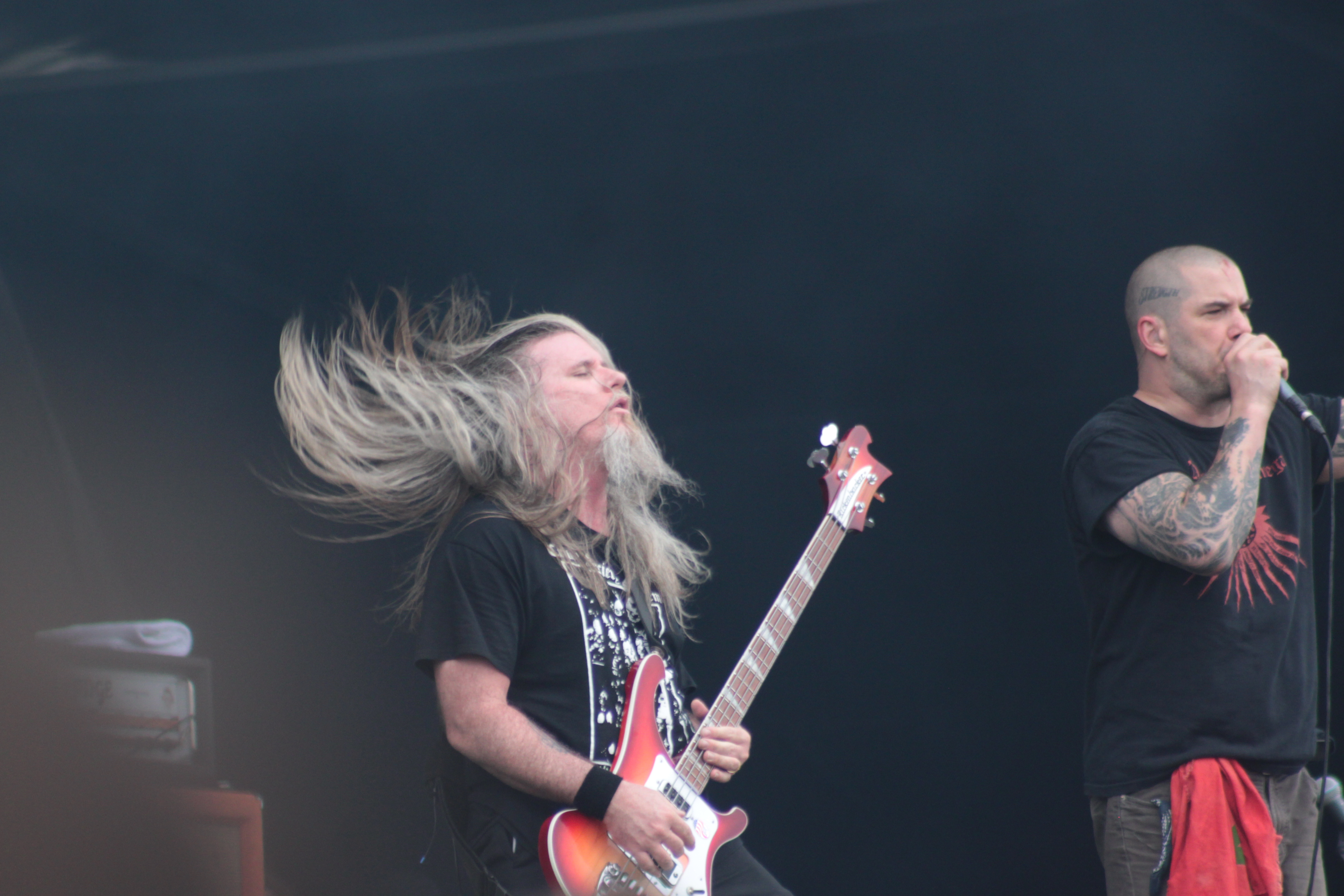
Patrick Bruders & Phil Anselmo
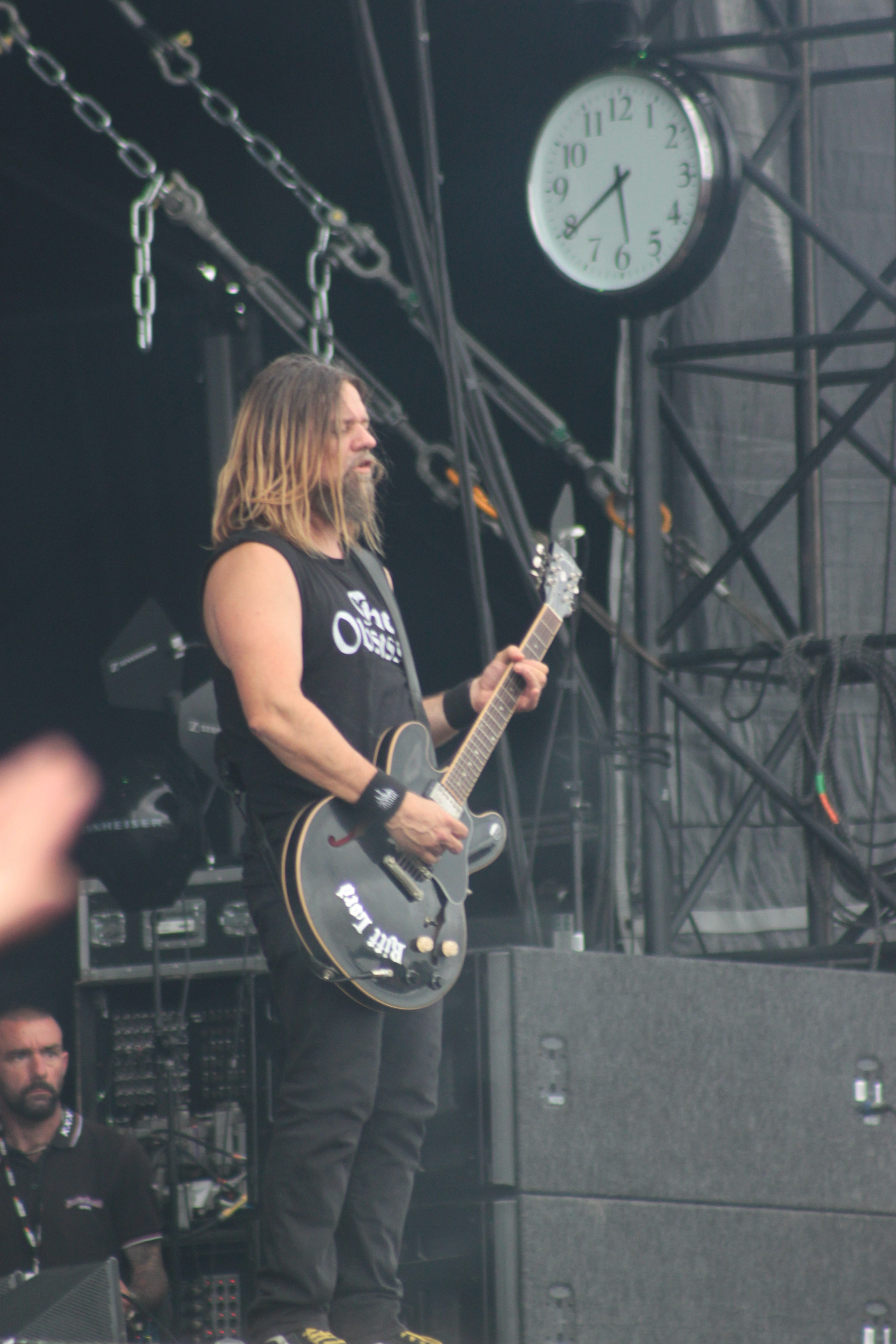
Pepper Keenan
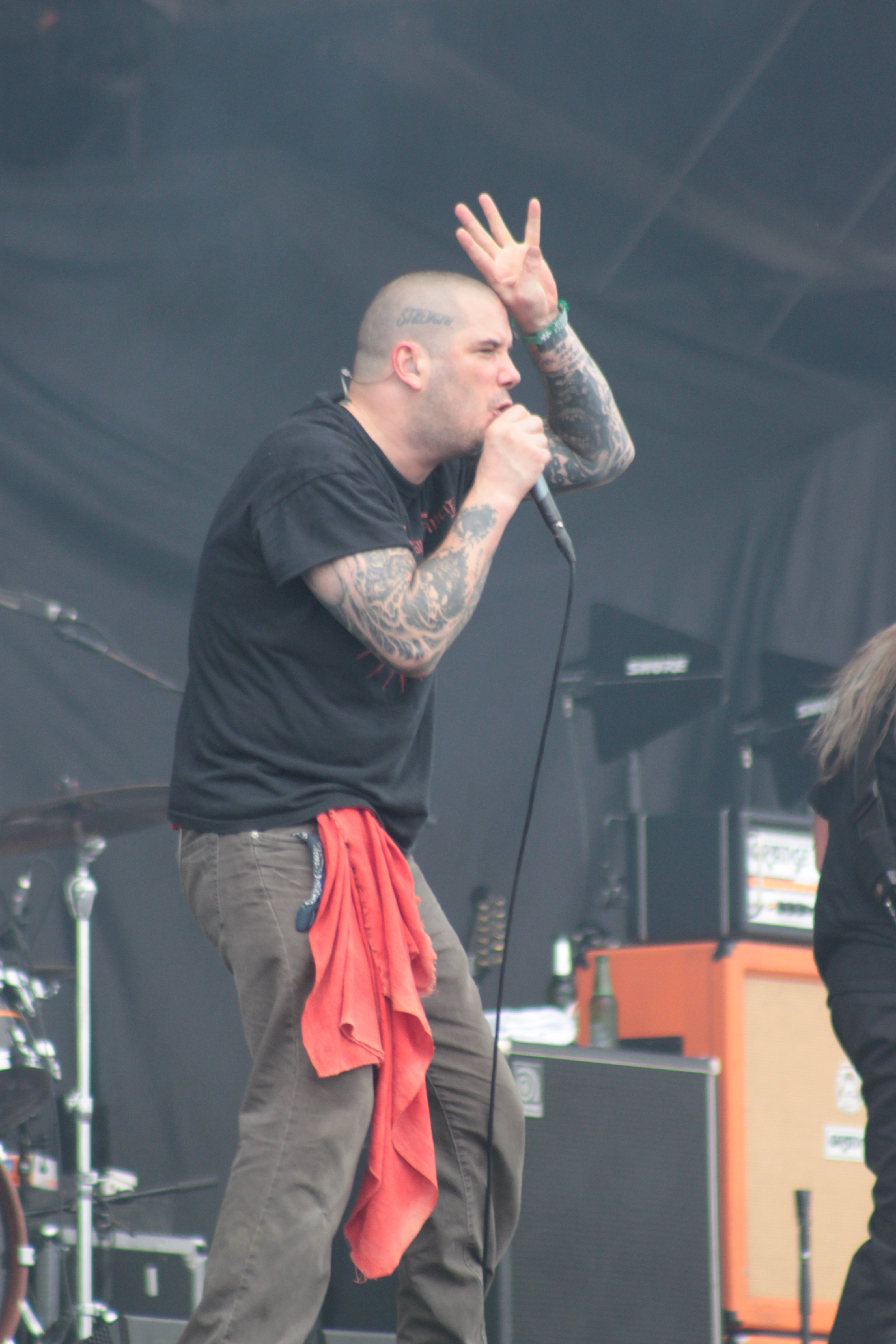
Phil Anselmo
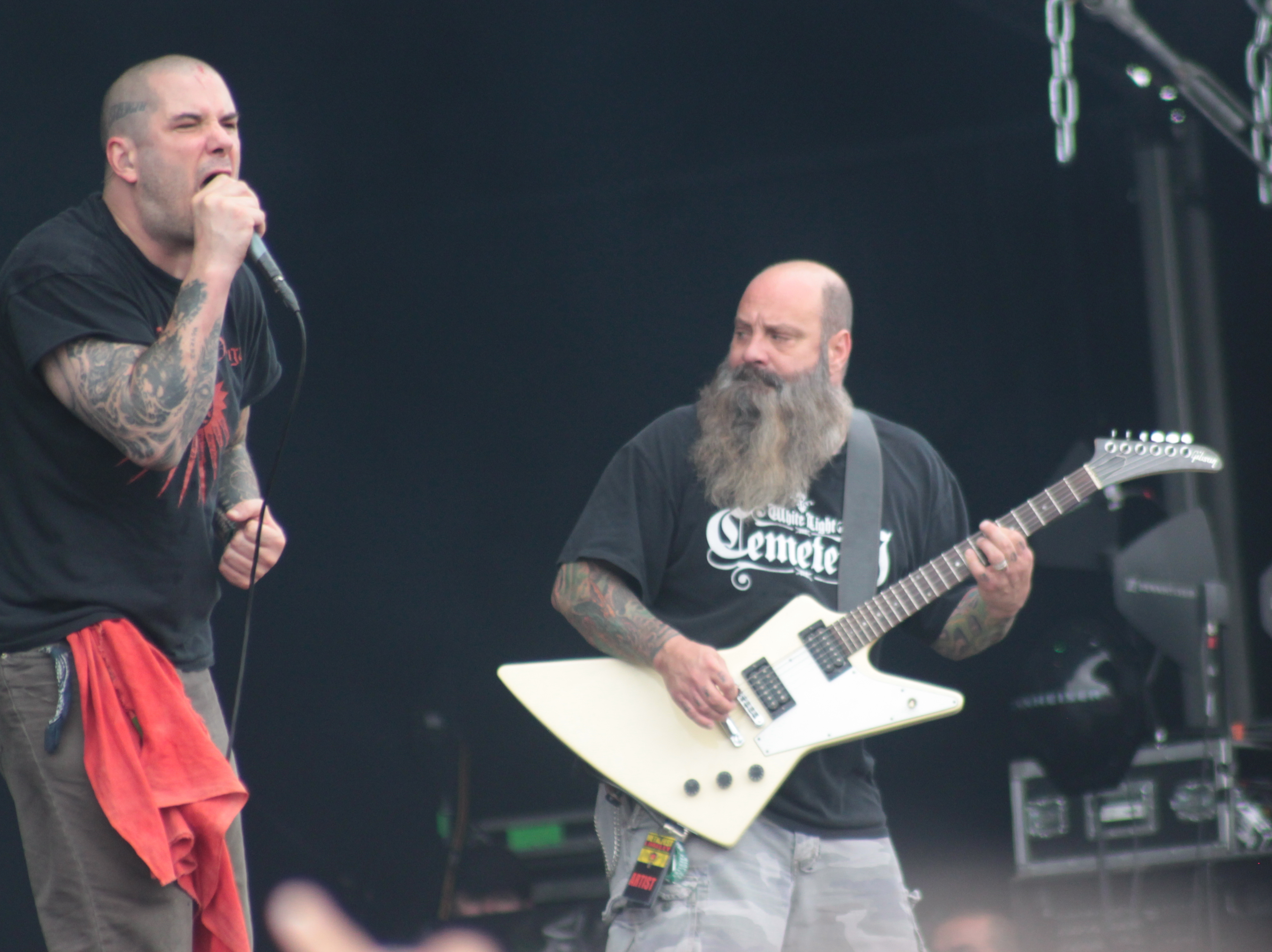
Phil Anselmo & Kirk Windstein

Současní
- Phil Anselmo - zpěv, kytara ve studiu (1991–dosud)
- Jimmy Bower - bicí (1991–dosud)
- Pepper Keenan - kytara (1991–dosud)
- Kirk Windstein - kytara, baskytara (1991–2014, 2019-dosud)
- Pat Bruders - baskytara (2011–dosud)

Dřívější
- Todd Strange - baskytara(1991–1999)
- Rex Brown - baskytara (1999–2011)
- Bobby Landgraf - kytara (2014-2019)

Live
- Danny Theriot - baskytara (2009)

## Diskografie
| Rok                                       | Detaily alba                                                  | Nejvyšší pozice v žebříčku | Nejvyšší pozice v žebříčku | Nejvyšší pozice v žebříčku | Nejvyšší pozice v žebříčku | Nejvyšší pozice v žebříčku | Nejvyšší pozice v žebříčku | Nejvyšší pozice v žebříčku | Nejvyšší pozice v žebříčku |
| Rok                                       | Detaily alba                                                  | US                         | AUS                        | FIN                        | FRA                        | GER                        | IRL                        | SWE                        | UK                         |
| ----------------------------------------- | ------------------------------------------------------------- | -------------------------- | -------------------------- | -------------------------- | -------------------------- | -------------------------- | -------------------------- | -------------------------- | -------------------------- |
| 1995                                      | NOLA - Vydáno: 19. září, 1995                                 | 57                         | —                          | —                          | —                          | —                          | —                          | —                          | 68                         |
| 2002                                      | Down II: A Bustle in Your Hedgerow - Vydáno: 26. března, 2002 | 44                         | 45                         | —                          | —                          | 67                         | —                          | —                          | 80                         |
| 2007                                      | Down III: Over the Under - Vydáno: 24. září, 2007             | 26                         | —                          | 30                         | 114                        | 65                         | 42                         | 45                         | 46                         |
| "—" denotes a release that did not chart. |                                                               |                            |                            |                            |                            |                            |                            |                            |                            |